# Vinland Saga
Vinland Saga – drugi studyjny album norweskiej grupy muzycznej Leaves' Eyes.

## Lista utworów
1. "Vinland Saga"
2. "Farewell Proud Men"
3. "Elegy"
4. "Solemn Sea"
5. "Leaves' Eyes"
6. "The Thorn"
7. "Misseri (Turn Green Meadows into Grey)"
8. "Amhrán (Song of the Winds)"
9. "New Found Land"
10. "Mourning Tree"
11. "Twilight Sun"
12. "Ankomst"

Bonus Tracks (Limited Edition Digipack)
1. "Heal" (Bonus track)
2. "For Amelie" (New Version - bonus track)
3. "Elegy" (Videoclip)
4. Interview (video)
5. Making of a Saga (video)